# Nannophya pygmaea
Nannophya pygmaea е вид водно конче от семейство Libellulidae. Видът не е застрашен от изчезване.

## Разпространение
Разпространен е в Австралия, Индия, Индонезия, Китай, Малайзия, Мианмар, Непал, Пакистан, Папуа Нова Гвинея, Провинции в КНР, Соломонови острови, Тайван, Тайланд, Филипини, Южна Корея и Япония (Кюшу, Хоншу и Шикоку).

## Описание
Популацията на вида е стабилна.